# Steer wrestling

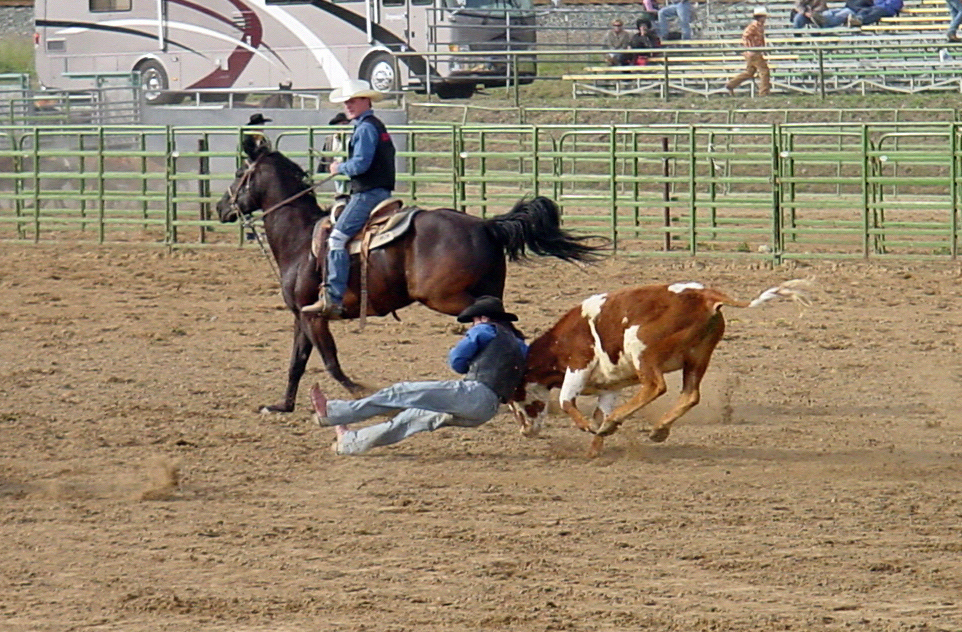
Steer wrestling al rodeo della Cal Poly

Lo steer wrestling, noto anche come bulldogging, è un evento di rodeo in cui un cavaliere a cavallo insegue un toro, cade dal cavallo su di esso, quindi lo fa cadere a terra afferrandogli le corna e facendogli perdere l'equilibrio. L'evento comporta un alto rischio di lesioni per il cowboy. Alcune preoccupazioni della comunità per i diritti degli animali esprimono che la competizione può includere pratiche che costituiscono crudeltà verso gli animali, ma il tasso di lesioni di essi è inferiore allo 0,05%. Un successivo sondaggio PRCA su 60.971 spettacoli che utilizzano animali in 198 edizioni di rodeo e 73 sezioni di "allentamento" ha indicato che 27 animali sono rimasti feriti, quindi di nuovo lo 0,05% circa.

## Origini
Le origini dello steer wrestling o “bulldogging” risalgono all’antica Grecia, negli eventi di corrida noti come taurokathápsia (ταυροκαθάψια), dove i toreri a cavallo inseguivano un toro e gli saltavano addosso, afferrandone le corna prima di gettarlo a terra. Nella Ghirlanda di Filippo, Filippo di Tessalonica racconta come i toreri della Tessaglia eseguivano questa impresa:
La compagnia di toreri della Tessaglia, ben montata, armata contro le bestie senza armi se non le mani, sprona i cavalli a correre accanto al toro al galoppo, intenta a gettargli al collo il cappio delle braccia. Nello stesso tempo, tirandolo verso terra, appendendosi così all'estremità del collo e appesantendogli la testa, rotolano anche su una bestia così potente”. 
Storicamente, lo steer wrestling non faceva parte della vita nei ranch. L'evento ebbe origine nel 1890 e si dice che sia stato avviato da un individuo di nome Bill Pickett, un artista di spettacoli del selvaggio West che si dice abbia catturato un bovino in fuga lottando con esso fino a farlo cadere a terra. Alcune versioni sostengono che abbia sviluppato l'idea dopo aver osservato come i cani da bestiame lavoravano con animali indisciplinati.

## Evento moderno

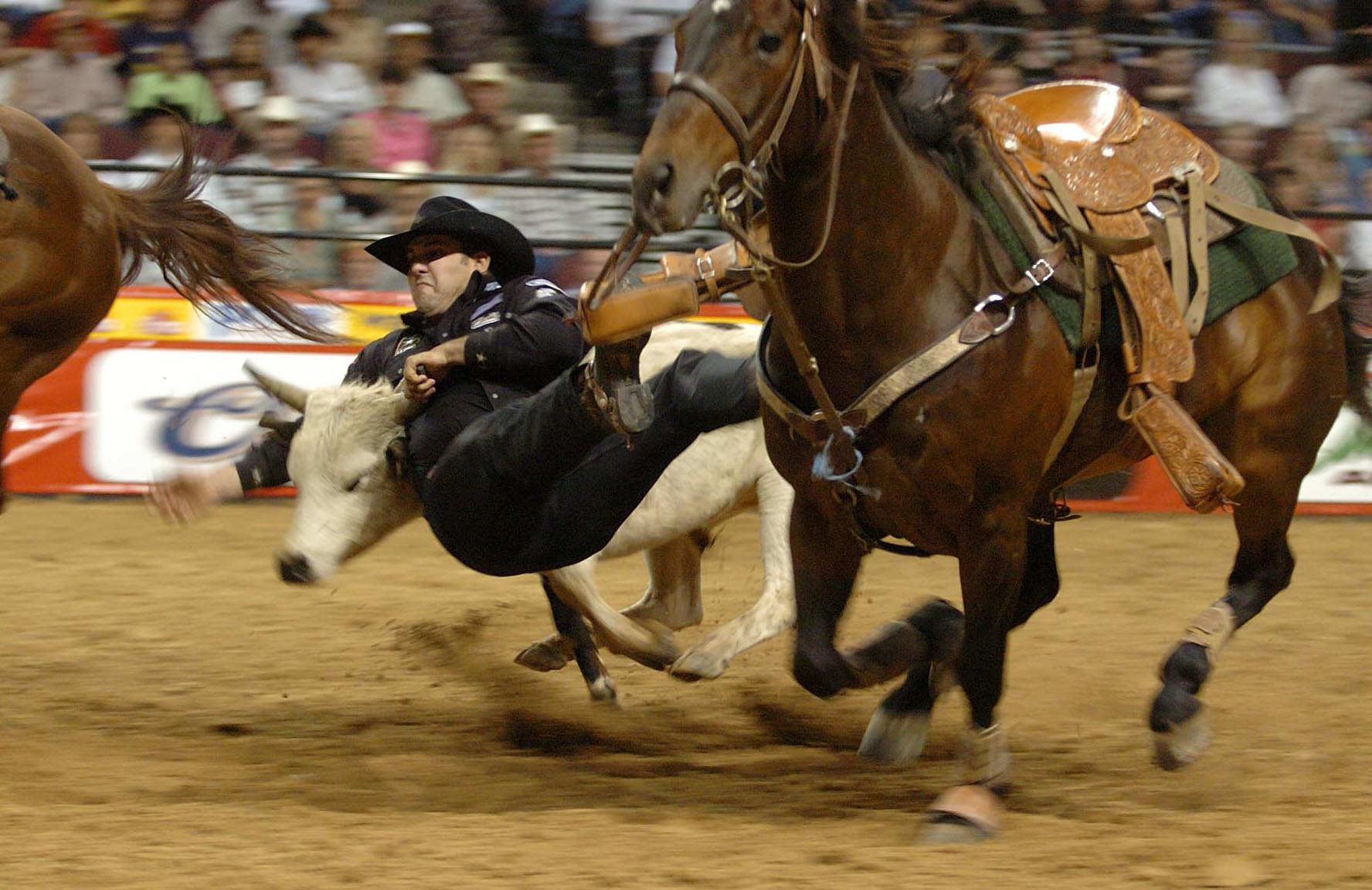
Steer wrestling al Rodeo delle Finali Nazionali del 2004

L'evento presenta un toro e due cowboy a cavallo, insieme a un certo numero di personaggi di supporto. I tori vengono spostati attraverso stretti sentieri che conducono a uno scivolo con porte a molla. Una corda è fissata attorno al collo del toro, che viene utilizzata per garantire che esso abbia un vantaggio. La lunghezza della corda è determinata dalla lunghezza dell'arena. Da un lato dello scivolo c'è l'"hazer", il cui compito è quello di cavalcare parallelamente al toro una volta che inizia a correre e assicurarsi che corra in linea retta, dall'altro lato dello scivolo lo "steer wrestler" o "bulldogger" aspetta dietro una corda tesa.
Quando lo steer wrestler è pronto, "chiama" il bovino annuendo con la testa e un addetto fa scattare una leva che apre le porte. Il bovino improvvisamente liberato inizia a correre, seguito dall'"hazer". Quando il bovino raggiunge la fine della sua corda, questa salta via e contemporaneamente libera la barriera per lo steer wrestler. Esso tenta di raggiungere il bovino in corsa, sporgersi dal lato del cavallo che sta correndo a perdifiato e afferrare le corna. Lo steer wrestler viene quindi tirato giù dal proprio cavallo dal bovino che rallenta e pianta i talloni nella terra, rallentando ulteriormente sia il bovino che se stesso. Quindi toglie una mano dalle corna, si abbassa e afferra il muso dell'animale facendogli perdere l'equilibrio e infine "buttandolo" a terra. Una volta che tutte e quattro le zampe sono sollevate da terra, un ufficiale sventola una bandiera che segna la fine ufficiale e viene preso un tempo. Il bovino viene poi liberato e parte al trotto.

### Tecnica

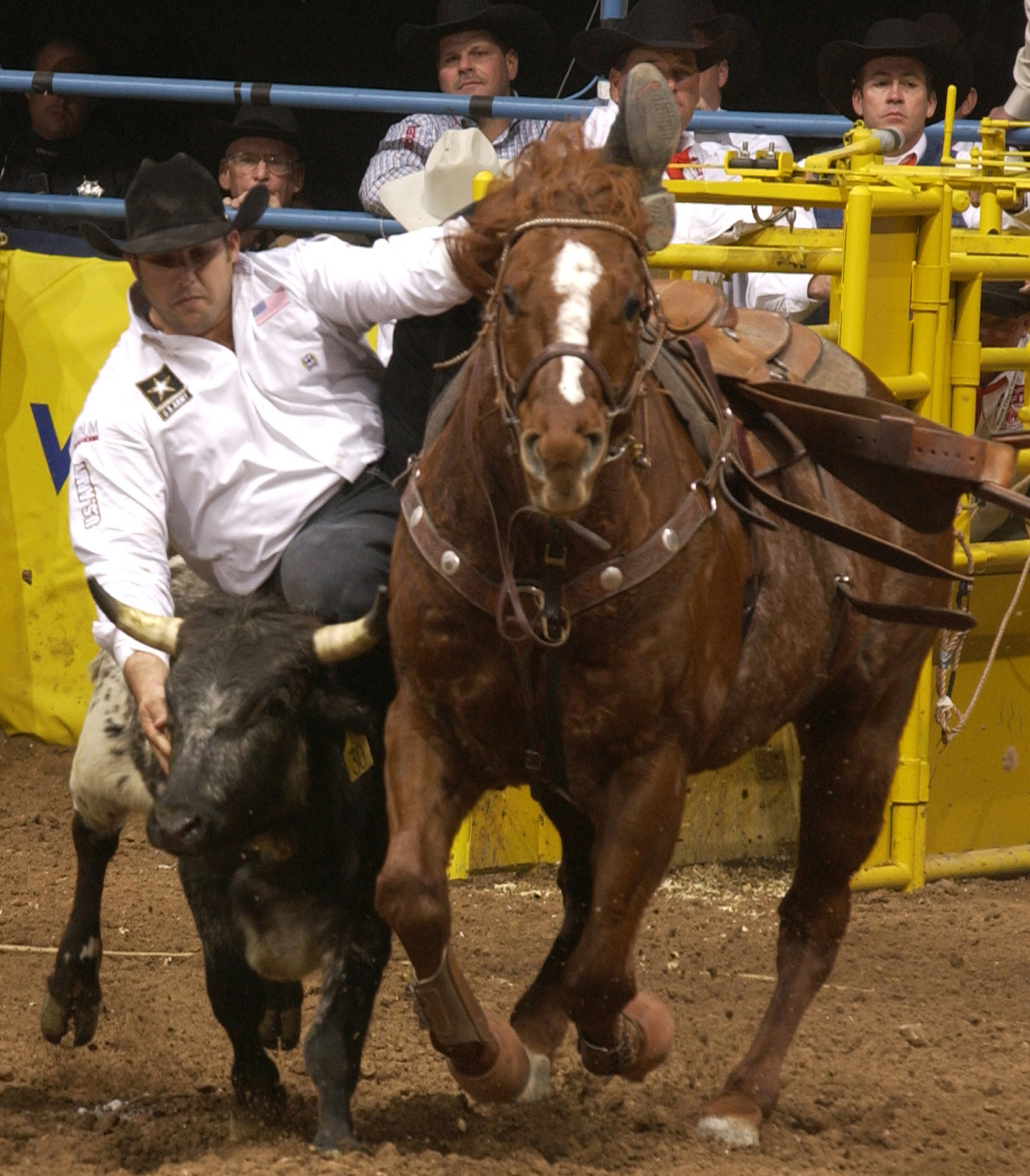
Luke Branquinho durante lo steer wrestling

Il metodo originale per far cadere il bovino a terra è quello di sporgersi dal cavallo al galoppo che corre accanto al bovino, portando il peso della parte superiore del corpo al collo del bovino con una mano tenuta su un corno. Lo steer wrestler scivola quindi con i piedi leggermente girati a sinistra, torcendo la testa del bovino verso di sé spingendolo verso il basso con una mano e tirandolo verso l'alto e verso l'interno con il gomito. Infine, lo steer wrestler lascia andare il corno e mette il naso del bovino nell'incavo del gomito sinistro e porta il proprio peso all'indietro, facendo sì che il bovino perda l'equilibrio e cada a terra.

### Regole
Le regole dello steer wrestling includono:
- Il cavallo del bulldogger non deve rompere la barriera di corda di fronte a sé all'inizio di una corsa, ma deve aspettare che l'animale che scappa dallo scivolo adiacente rilasci la corda. Rompere la barriera di corda in anticipo aggiunge una penalità di 10 secondi al tempo del bulldogger.
- Se il bovino inciampa o cade prima che il bulldogger lo abbatta, deve aspettare che si alzi o aiutarlo ad alzarsi prima di lottare con lui per farlo cadere a terra. Se il bulldogger manca completamente il bovino durante la caduta, riceverà un "no time".

I tempi tipici dei professionisti sono compresi tra 3,0 e 10 secondi dall'apertura dei cancelli allo sventolare della bandiera. I bovini utilizzati oggi sono generalmente di genere corriente o longhorn, che pesano tra 450 e 650 libbre (circa tra i 204 e i 294 kg), e gli steer wrestler umani pesano in genere tra 180 e 300 libbre (circa tra gli 81 e i 136 kg). Gli steer wrestler hanno un tasso di infortuni inferiore rispetto ai bull riders (uno sport da rodeo che prevede che un cavaliere salga su un toro che salta e tenti di rimanere in sella mentre l'animale cerca di disarcionarsi) o ai bronc riders.

## Preoccupazioni per il benessere degli animali
Come tutti gli altri eventi di rodeo, lo steer wrestling è sotto attacco da parte dei sostenitori dei diritti degli animali. I rodeo moderni negli Stati Uniti sono strettamente regolamentati e hanno risposto alle accuse di crudeltà sugli animali istituendo una serie di regole per guidare il modo in cui gli animali da rodeo devono essere gestiti. Nel 1994, un sondaggio su 28 rodeo autorizzati è stato condotto da veterinari indipendenti in loco. Esaminando 33.991 corse di animali, il tasso di infortuni è stato documentato a 16 animali o 0,047%, meno di uno su 2000 animali. Uno studio sugli animali da rodeo in Australia ha rilevato un tasso di infortuni simile. Gli infortuni di base si sono verificati a un tasso dello 0,072%, o uno su 1405, con infortuni che hanno richiesto attenzione veterinaria allo 0,036%, o un infortunio ogni 2810 volte in cui l'animale è stato utilizzato, e il trasporto, l'arena e la competizione sono stati tutti inclusi nello studio. Un successivo sondaggio PRCA su 60.971 spettacoli di animali in 198 spettacoli di rodeo e 73 sezioni di "allentamento" ha indicato che 27 animali sono rimasti feriti, ancora una volta circa lo 0,05%.
Tuttavia, le accuse di crudeltà negli USA persistono. La PRCA riconosce di sanzionare solo circa il 30% di tutti i rodeo, mentre un altro 50% è sanzionato da altre organizzazioni e il 20% non è affatto sanzionato. Diverse organizzazioni per i diritti degli animali tengono registri di incidenti e episodi di possibili abusi sugli animali. Citano vari incidenti specifici di lesioni per supportare le loro affermazioni, e indicano anche esempi di crollo a lungo termine, così come segnalano lesioni e decessi subiti da animali in eventi non rodeo organizzati alla periferia del rodeo professionale come le corse di chuckwagon (carri da trasporto) e le "corse suicide". In termini di statistiche effettive sul tasso di lesioni degli animali, non sono evidenti studi indipendenti più recenti nel rodeo rispetto allo studio del 1994. Gruppi come People for the Ethical Treatment of Animals (PETA), tuttavia, registrano periodicamente incidenti di lesioni degli animali. Secondo l'ASPCA, le sessioni di allenamento sono spesso teatro di abusi più gravi rispetto alle competizioni.